# Hockering
Hockering är en civil parish i Storbritannien.   Den ligger i grevskapet Norfolk och riksdelen England, i den sydöstra delen av landet, 150 km nordost om huvudstaden London.